# Abraham Trembley
Abraham Trembley (n. 3 septembrie 1710, Geneva, Republica Geneva⁠(d) – d. 12 mai 1784, Geneva, Republica Geneva⁠(d)) a fost un naturalist genovez.
Este cel mai cunoscut pentru faptul că a fost primul care a studiat hidra de apă dulce și că a fost printre primii care a dezvoltat zoologie experimentală. 
Stăpânirea sa asupra metodei experimentale i-a determinat pe unii istorici ai științei să-l credite drept „părintele biologiei”.